# Кадирово (Дуванський район)
Кади́рово (рос. Кадырово, башк. Ҡәҙер) — присілок (у минулому село) у складі Дуванського району Башкортостану, Росія. Входить до складу Рухтінської сільської ради.
Населення — 400 осіб (2010; 437 у 2002).
Національний склад:
- башкири — 91 %